# Qualificazioni al Campionato europeo maschile di pallacanestro 2017 - Gruppo C

## Classifica
| Team                    | Pt | V - P | PF - PS   | DP  |
| ----------------------- | -- | ----- | --------- | --- |
| 1. Russia               | 8  | 4 - 0 | 309 - 253 | +56 |
| 2. Bosnia ed Erzegovina | 6  | 2 - 2 | 273 - 308 | -35 |
| 3. Svezia               | 4  | 0 - 4 | 279 - 300 | -21 |

## Risultati
| Arbitri: | Elias Koromilas Tolga Sahin Robert Vyklický |

|                     |          |           |
| Kulagin 17          | Punti    | 19 Nurkić |
| Antonov, Chvostov 5 | Assist   | 3 Gordić  |
| Karasëv 9           | Rimbalzi | 15 Nurkić |

| Arbitri: | Daniel Hierrezuelo Lorenzo Baldini Tomasz Trawicki |

|                   |          |                  |
| Musa, Nurkić 19   | Punti    | 16 Czerapowicz   |
| Musa, Zahiragić 3 | Assist   | 4 Borg, Håkanson |
| Nurkić 15         | Rimbalzi | 6 Engström       |

| Arbitri: | Fernando Rocha Renaud Geller Radomir Vojinović |

|                          |          |               |
| Spires 16                | Punti    | 20 Voroncevič |
| Håkanson, Massamba 5     | Assist   | 5 Chvostov    |
| Czerapowicz, Lindqvist 5 | Rimbalzi | 6 Zubkov      |

| Arbitri: | Robert Lottermoser Aare Halliko Oļegs Latiševs |

|              |          |              |
| Teletović 23 | Punti    | 17 Mozgov    |
| Gordić 8     | Assist   | 5 Chvostov   |
| Nurkić 13    | Rimbalzi | 8 Voroncevič |

| Arbitri: | Miguel Pérez Pérez Tomas Jasevičius Piotr Pastusiak |

|                   |          |              |
| Borg, Massamba 14 | Punti    | 21 Nurkić    |
| Håkanson 8        | Assist   | 4 Gordić     |
| tre giocatori 5   | Rimbalzi | 11 Milošević |

| Arbitri: | Matej Boltauzer Milivoje Jovčić Emin Moğulkoç |

|                 |          |             |
| Bykov 15        | Punti    | 15 Håkanson |
| Bykov, Zubkov 4 | Assist   | 7 Håkanson  |
| Mozgov 10       | Rimbalzi | 8 Spires    |